# Ueda, Nagano
Ueda (上田市 Ueda-shi, Thượng Điền thị) là một thành phố thuộc tỉnh Nagano, Nhật Bản.